# Кованько, Александр Матвеевич
Алекса́ндр Матве́евич Кова́нько (4 [16] марта 1856, Санкт-Петербург — 20 апреля 1919, Одесса) — русский военачальник, военный электротехник, изобретатель, аэронавт, командир Учебного воздухоплавательного парка, начальник Офицерской воздухоплавательной школы Русской императорской армии, участник русско-турецкой и русско-японской войн, генерал-лейтенант (1913).

## Биография
Из дворян Полтавской губернии рода Кованьки, потомок малороссийской казацкой старши́ны. Православного вероисповедания.
Родился в многодетной семье горного инженера в Санкт-Петербурге, в Эртелевом переулке (ныне улица Чехова).
Учился в Ларинской и 1-й Санкт-Петербургской классической гимназии. Окончил классическую гимназию Видемана (по другим данным, общее среднее образование у Александра Кованько было домашним).
В сентябре 1875 года девятнадцатилетний Александр Кованько вступил в военную службу в Санкт-Петербурге юнкером Николаевского инженерного училища, по окончании, по 1-му разряду, трёх классов которого в 1878 году был произведен в подпоручики, с зачислением по инженерным войскам и с прикомандированием к Лейб-гвардии Саперному батальону, который находился в это время в действующей армии, на театре военных действий, в европейской части Турции.
Участник русско-турецкой войны 1877—1878 годов на завершающем её этапе. По окончании военных действий в составе Лейб-гвардии Саперного батальона, морем до Одессы, затем по железным дорогам, к концу 1878 года прибыл в Санкт-Петербург, на постоянное место дислокации батальона.
13 декабря 1880 года был переведен (зачислен) в состав Лейб-гвардии Саперного батальона в чине прапорщика гвардии (соответствовававшем чину армейского подпоручика), и 12 апреля 1881 года произведен в подпоручики гвардии.
Был командирован на учёбу в Гальванический офицерский класс (в учебное заведение инженерных войск, сформированное в Санкт-Петербурге в 1856 году и преобразованное в 1894 году в Офицерскую электротехническую школу), по окончании учебного курса которого, оставаясь в составе Лейб-гвардии Саперного батальона, один год заведовал гальванической учебной командой (подразделением того же учебного заведения). Автор ряда изобретений в области электротехники применительно к военному делу.
24 марта 1885 года Кованько был произведен в поручики гвардии, затем 21 апреля 1891 года — в штабс-капитаны гвардии, 2 апреля 1895 года — в капитаны гвардии, 6 декабря 1898 года — из капитанов гвардии в полковники гвардии (до 15 августа 1904 года он числился в составе Лейб-гвардии Саперного батальона).
В декабре 1884 года при Главном инженерном управлении Военного министерства была создана «Комиссия по применению воздухоплавания, голубиной почты и сторожевых вышек к военным целям». Секретарем–делопроизводителем её был назначен подпоручик Лейб-гвардии Саперного батальона — военный электротехник, зарекомендовавший себя как талантливый изобретатель, — А. М. Кованько, ранее окончивший Николаевское инженерное училище.
В феврале 1885 года в составе инженерных войск Петербургского военного округа, под началом подпоручика Кованько, была сформирована первая в Российской империи Воздухоплавательная команда — первое в Русской императорской армии регулярное подразделение такого рода. Команда состояла из двух унтер-офицеров и 20 рядовых (через два года в команде уже было 6 офицеров и 51 солдат). Фактически, это стало началом создания отечественного военно-воздушного флота: в 1890 году команда была реорганизована в Учебный Воздухоплавательный парк, командиром которого был назначен поручик Кованько, а ещё через десять лет она стала Офицерской Воздухоплавательной школой с двумя отделениями — Воздухоплавательным и Авиационным, базировавшимися в Гатчине, начальником которой также был Александр Матвеевич Кованько (в 1914 году Авиационное отделение было преобразовано в гатчинскую Военную авиационную школу). В течение 33 лет Кованько бессменно возглавлял это «воздухоплавательное» направление.
6 августа 1887 года в Московской губернии наблюдалось полное солнечное затмение. Местом для научных наблюдений был избран город Клин. Кованько должен был подняться на воздушном шаре вместе с Д. И. Менделеевым для выполнения наблюдений с воздуха. В корзину пристроили барограф, два барометра, бинокли, спектроскоп, электрический фонарь и сигнальную трубу. С шара предполагалось зарисовать корону солнца, проследить движение тени и провести спектральный анализ. В 6 часов 25 минут Менделеев и Кованько сели в корзину, но намокший шар не поднялся. Кованько уступил просьбам Менделеева и, прочитав ему лекцию об управлении шаром, показав, что и как делать, предоставил ему самому провести полёт.
Кованько организовывал полёты на воздушных шарах (аэростатах) для научных исследований атмосферы и изучения влияния полёта на организм человека. Он добился производства отечественных аэростатов и дирижаблей и предложил несколько своих конструкций. В 1894 году представил проект аэроплана и воздушного винта.

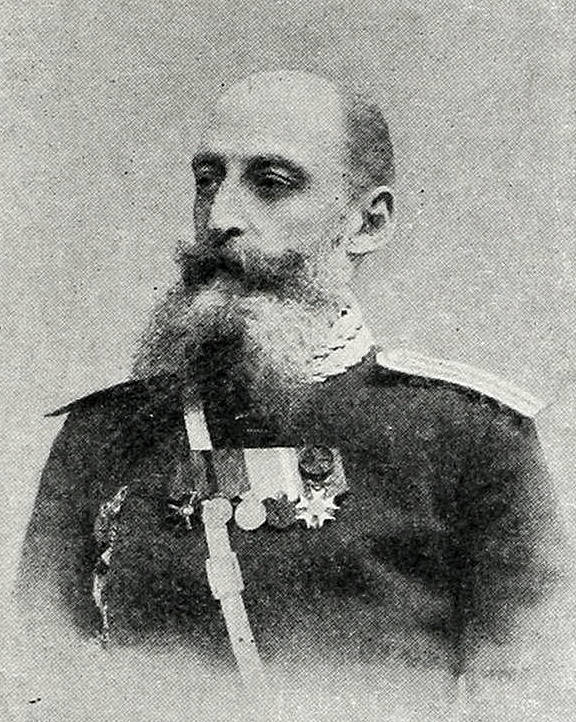
А. М. Кованько.
Фото из «ВЭС»

С 1898 года Кованько был членом воздухоплавательной комиссии Международного метеорологического комитета.
В 1902 году, за достижения в развитии воздухоплавания, после того как в Учебном Воздухоплавательном парке побывали два представителя французской армии и они были восхищены тем, насколько эффективно и мощно развёрнуто воздухоплавательное дело, полковник Кованько был удостоен французского ордена Почётного легиона офицерской степени.
На протяжении многих лет деятельность Кованько была связана с Гатчиной и расположенной поблизости от неё деревней Сализи (ныне деревня Котельниково). На гатчинском военном поле силами возглавляемого им учебного заведения был оборудован аэродром — первый военный аэродром в Российской империи, а в Сализи, начиная с 1909 года, располагался лагерь Воздухоплавательной школы, впоследствии переросший в дирижабельный порт Ленинграда.
В период русско-японской войны 1904—1905 годов, в августе 1904 года, полковник Кованько был назначен командиром Восточно-Сибирского полевого воздухоплавательного батальона, переменованного вскоре в 1-й Восточно-Сибирский полевой воздухоплавательный батальон, где организовал боевое применение привязных аэростатов для корректирования артиллерийского огня и наблюдения за противником. В декабре 1905 года он был переведен обратно в Санкт-Петербург, с назначением на прежнюю должность командира Учебного Воздухоплавательного парка.
26 апреля 1906 года, за отлично-усердную службу и труды, поне́сенные во время военных действий, полковник Кованько был произве́ден в генерал-майоры.
В Учебном Воздухоплавательном парке под его руководством была создана группа для полетов на дирижаблях и построен эллинг. Офицеры группы в 1908 году построили первый в Российской империи дирижабль «Учебный» мягкого типа, объёмом 1200 кубометров, на котором успешно осуществили полёт. По их проектам к 1914 году было построено несколько кораблей-дирижаблей мягкой и полужесткой схем, а также — пять аэропланов..
В августе 1910 года генерал-майор Кованько был назначен начальником Офицерской Воздухоплавательной школы (созданной путём преобразования Учебного Воздухоплавательного парка), в Авиационном отделе которой началась подготовка первых русских военных лётчиков.
В апреле 1913 года Кованько был произведен в генерал-лейтенанты.
После Октябрьской революции Кованько, лишённый генеральского чина, был зачислен в вооружённые силы Советской России и оставался на своей должности вплоть до сентября 1918 года, когда вышел в отставку по болезни. Тяжёлые условия военного коммунизма сказались на здоровье Александра Матвеевича, оказавшегося вместе с женой Елизаветой Андреевной и тремя дочерьми в крайне стеснённых материальных условиях.

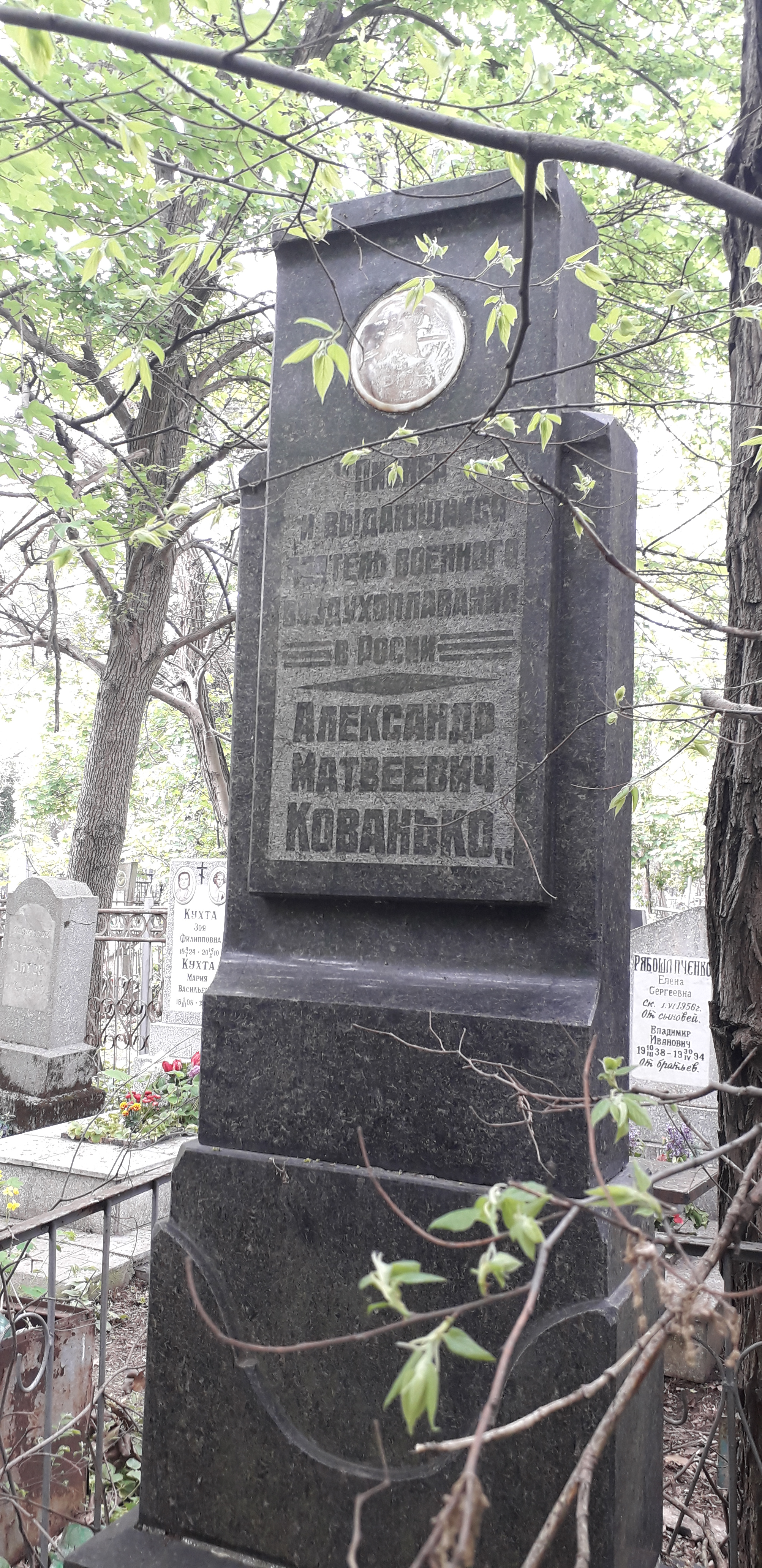
Памятник на могиле Александра Матвеевича Кованько (2019 год)

В 1918 году в Одессу из австрийского плена вернулся сын, военный летчик Александр Александрович, который поступил на службу в авиационные части Украинской армии. В начале 1919 года родственники вывезли тяжелобольного Александра Матвеевича Кованько в Одессу, занятую войсками Антанты, где 20 апреля того же года он скончался. Похоронен на Втором Христианском кладбище Одессы.

## Награды
Чины:
- Чин генерал-майора (ВП от 26.04.1906), — …за отлично-усердную службу и труды, понесенные во время военных действий.

Ордена:
- Орден Святого Станислава 3-й степени (1885)[20]
- Орден Святой Анны 3-й степени (1890)[20]
- Орден Святого Станислава 2-й степени (ВП от 30.08.1893)
- Орден Святой Анны 2-й степени (ВП от 06.12.1895)
- Орден Святого Владимира 4-й степени (ВП от 18.05.1897)
- Орден Святого Владимира 3-й степени (ВП от 01.01.1901)
  - Мечи к имеющемуся ордену Святого Владимира 3-й степени (ВП от 04.06.1905)
- Орден Святого Станислава 1-й степени (ВП от 06.12.1914)
- Орден Святой Анны 1-й степени (ВП от 10.04.1916), — …за отлично-ревностную службу и особые труды, вызванные обстоятельствами текущей войны.

Медали:
- Светло-бронзовая «В память русско-турецкой войны 1877—1878» (1878)
- Серебряная «В память царствования императора Александра III» (1896)
- Серебряная «В память коронации Императора Николая II» (1896)
- Светло-бронзовая «В память русско-японской войны» (1906)
- Светло-бронзовая «В память 300-летия царствования Дома Романовых» (1913)

Оружие:
- Золотое оружие с надписью «За храбрость» (утверждено ВП от 20.05.1907), —  …за боевые отличия.

Иностранные ордена:
- Французский орден Почётного легиона, офицерский крест (1902)[22]
- Прусский орден Красного орла 2-го класса (1903)?

## Семья
Александр Матвеевич Кованько был женат на Елизавете Андреевне, в девичестве Поповой (1865—1935), дочери адмирала Попова Андрея Александровича. У супругов было 7 детей — два сына и 5 дочерей (1888, 1891, 1904, 1904 и 1907 годов рождения). Сыновья:
- Кованько, Александр Александрович (1889—1926) — русский офицер, военный лётчик, участник Первой мировой войны и «белого» движения, капитан (1920); эмигрант в Югославии.
- Кованько, Андрей Александрович (1894—1970)[23] — русский офицер, военный лётчик, участник Первой мировой войны и «белого» движения, капитан (1920); эмигрант в Югославии, Франции, США.

## Память
- С 2007 года Русским воздухоплавательным обществом вручается медаль «Александр Матвеевич Кованько».
- В память о Кованько названа улица в Санкт-Петербурге[24][25].
- В марте 2020 года в Санкт-Петербурге по адресу ул. Социалистическая, д. 7/11, в галерее школы № 321 установлена мемориальная доска[26][27].

## А. М. Кованько и филателия
Александр Матвеевич Кованько был известным в России коллекционером земских почтовых марок.